# Lista di asteroidi (269001-270000)
Di seguito una lista di asteroidi dal numero 269001 al 270000 con data di scoperta e scopritore.

## 269001-269100
| Nome     | Designazione provvisoria | Data di scoperta | Scopritore           |
| -------- | ------------------------ | ---------------- | -------------------- |
| 269001 - | 2007 EQ115               | 13 marzo 2007    | Mount Lemmon Survey  |
| 269002 - | 2007 EP116               | 13 marzo 2007    | Mount Lemmon Survey  |
| 269003 - | 2007 EX118               | 13 marzo 2007    | Mount Lemmon Survey  |
| 269004 - | 2007 EO119               | 13 marzo 2007    | Mount Lemmon Survey  |
| 269005 - | 2007 EP125               | 13 marzo 2007    | Nyukasa              |
| 269006 - | 2007 EV128               | 9 marzo 2007     | Mount Lemmon Survey  |
| 269007 - | 2007 EX130               | 9 marzo 2007     | Mount Lemmon Survey  |
| 269008 - | 2007 EM136               | 10 marzo 2007    | Spacewatch           |
| 269009 - | 2007 EN137               | 11 marzo 2007    | Spacewatch           |
| 269010 - | 2007 EU137               | 11 marzo 2007    | Spacewatch           |
| 269011 - | 2007 EU138               | 12 marzo 2007    | Spacewatch           |
| 269012 - | 2007 ET169               | 13 marzo 2007    | Spacewatch           |
| 269013 - | 2007 EW180               | 14 marzo 2007    | Spacewatch           |
| 269014 - | 2007 EX182               | 15 marzo 2007    | CSS                  |
| 269015 - | 2007 EG199               | 10 marzo 2007    | CSS                  |
| 269016 - | 2007 EQ200               | 14 marzo 2007    | Mount Lemmon Survey  |
| 269017 - | 2007 EL205               | 11 marzo 2007    | Spacewatch           |
| 269018 - | 2007 EX207               | 14 marzo 2007    | Spacewatch           |
| 269019 - | 2007 EU209               | 15 marzo 2007    | Mount Lemmon Survey  |
| 269020 - | 2007 EM213               | 12 marzo 2007    | Spacewatch           |
| 269021 - | 2007 EQ213               | 9 marzo 2007     | Spacewatch           |
| 269022 - | 2007 EU213               | 10 marzo 2007    | Mount Lemmon Survey  |
| 269023 - | 2007 EF219               | 13 marzo 2007    | Mount Lemmon Survey  |
| 269024 - | 2007 EW219               | 10 marzo 2007    | Mount Lemmon Survey  |
| 269025 - | 2007 ER222               | 14 marzo 2007    | CSS                  |
| 269026 - | 2007 FN2                 | 16 marzo 2007    | CSS                  |
| 269027 - | 2007 FP4                 | 18 marzo 2007    | Spacewatch           |
| 269028 - | 2007 FH7                 | 16 marzo 2007    | Mount Lemmon Survey  |
| 269029 - | 2007 FZ9                 | 16 marzo 2007    | LINEAR               |
| 269030 - | 2007 FN10                | 16 marzo 2007    | Spacewatch           |
| 269031 - | 2007 FM11                | 16 marzo 2007    | Spacewatch           |
| 269032 - | 2007 FL15                | 17 marzo 2007    | LONEOS               |
| 269033 - | 2007 FK23                | 20 marzo 2007    | Spacewatch           |
| 269034 - | 2007 FP26                | 20 marzo 2007    | Spacewatch           |
| 269035 - | 2007 FP29                | 20 marzo 2007    | Mount Lemmon Survey  |
| 269036 - | 2007 FN30                | 20 marzo 2007    | Mount Lemmon Survey  |
| 269037 - | 2007 FN31                | 20 marzo 2007    | Spacewatch           |
| 269038 - | 2007 FH32                | 20 marzo 2007    | LONEOS               |
| 269039 - | 2007 FJ32                | 20 marzo 2007    | Spacewatch           |
| 269040 - | 2007 FO32                | 20 marzo 2007    | Spacewatch           |
| 269041 - | 2007 FW32                | 20 marzo 2007    | Spacewatch           |
| 269042 - | 2007 FC33                | 20 marzo 2007    | Spacewatch           |
| 269043 - | 2007 FG33                | 21 marzo 2007    | LINEAR               |
| 269044 - | 2007 FG36                | 26 marzo 2007    | Mount Lemmon Survey  |
| 269045 - | 2007 FF38                | 27 marzo 2007    | Siding Spring Survey |
| 269046 - | 2007 FQ38                | 25 marzo 2007    | Mount Lemmon Survey  |
| 269047 - | 2007 FH43                | 27 marzo 2007    | Siding Spring Survey |
| 269048 - | 2007 FU43                | 18 marzo 2007    | Spacewatch           |
| 269049 - | 2007 FR49                | 20 marzo 2007    | CSS                  |
| 269050 - | 2007 GJ12                | 11 aprile 2007   | Mount Lemmon Survey  |
| 269051 - | 2007 GJ16                | 11 aprile 2007   | Spacewatch           |
| 269052 - | 2007 GU18                | 11 aprile 2007   | Spacewatch           |
| 269053 - | 2007 GT19                | 11 aprile 2007   | Spacewatch           |
| 269054 - | 2007 GW20                | 11 aprile 2007   | Mount Lemmon Survey  |
| 269055 - | 2007 GZ23                | 11 aprile 2007   | Spacewatch           |
| 269056 - | 2007 GS24                | 11 aprile 2007   | Spacewatch           |
| 269057 - | 2007 GW24                | 11 aprile 2007   | Siding Spring Survey |
| 269058 - | 2007 GO29                | 11 aprile 2007   | Siding Spring Survey |
| 269059 - | 2007 GU30                | 14 aprile 2007   | Mount Lemmon Survey  |
| 269060 - | 2007 GZ32                | 11 aprile 2007   | Mount Lemmon Survey  |
| 269061 - | 2007 GF33                | 11 aprile 2007   | CSS                  |
| 269062 - | 2007 GW33                | 11 aprile 2007   | Spacewatch           |
| 269063 - | 2007 GV39                | 14 aprile 2007   | Spacewatch           |
| 269064 - | 2007 GB40                | 14 aprile 2007   | Spacewatch           |
| 269065 - | 2007 GB41                | 14 aprile 2007   | Spacewatch           |
| 269066 - | 2007 GJ44                | 14 aprile 2007   | Mount Lemmon Survey  |
| 269067 - | 2007 GQ44                | 14 aprile 2007   | Spacewatch           |
| 269068 - | 2007 GD46                | 14 aprile 2007   | Spacewatch           |
| 269069 - | 2007 GT46                | 14 aprile 2007   | Spacewatch           |
| 269070 - | 2007 GR48                | 14 aprile 2007   | Spacewatch           |
| 269071 - | 2007 GZ48                | 14 aprile 2007   | Spacewatch           |
| 269072 - | 2007 GF51                | 15 aprile 2007   | CSS                  |
| 269073 - | 2007 GP61                | 15 aprile 2007   | Spacewatch           |
| 269074 - | 2007 GW62                | 15 aprile 2007   | Spacewatch           |
| 269075 - | 2007 GL67                | 15 aprile 2007   | Spacewatch           |
| 269076 - | 2007 GF68                | 14 aprile 2007   | Spacewatch           |
| 269077 - | 2007 GH73                | 15 aprile 2007   | Spacewatch           |
| 269078 - | 2007 GT73                | 15 aprile 2007   | Spacewatch           |
| 269079 - | 2007 HK6                 | 16 aprile 2007   | CSS                  |
| 269080 - | 2007 HF7                 | 16 aprile 2007   | CSS                  |
| 269081 - | 2007 HR11                | 18 aprile 2007   | Mount Lemmon Survey  |
| 269082 - | 2007 HG13                | 16 aprile 2007   | CSS                  |
| 269083 - | 2007 HB16                | 18 aprile 2007   | LUSS                 |
| 269084 - | 2007 HE17                | 16 aprile 2007   | LONEOS               |
| 269085 - | 2007 HW26                | 18 aprile 2007   | Spacewatch           |
| 269086 - | 2007 HA30                | 19 aprile 2007   | Mount Lemmon Survey  |
| 269087 - | 2007 HZ31                | 19 aprile 2007   | Mount Lemmon Survey  |
| 269088 - | 2007 HQ36                | 19 aprile 2007   | Spacewatch           |
| 269089 - | 2007 HX38                | 20 aprile 2007   | Mount Lemmon Survey  |
| 269090 - | 2007 HA41                | 20 aprile 2007   | LINEAR               |
| 269091 - | 2007 HG46                | 20 aprile 2007   | LONEOS               |
| 269092 - | 2007 HK48                | 20 aprile 2007   | Spacewatch           |
| 269093 - | 2007 HJ53                | 20 aprile 2007   | Spacewatch           |
| 269094 - | 2007 HV57                | 23 aprile 2007   | Spacewatch           |
| 269095 - | 2007 HP61                | 22 aprile 2007   | CSS                  |
| 269096 - | 2007 HN65                | 22 aprile 2007   | CSS                  |
| 269097 - | 2007 HV65                | 22 aprile 2007   | Mount Lemmon Survey  |
| 269098 - | 2007 HB66                | 22 aprile 2007   | CSS                  |
| 269099 - | 2007 HM79                | 23 aprile 2007   | Mount Lemmon Survey  |
| 269100 - | 2007 HC80                | 24 aprile 2007   | Spacewatch           |

## 269101-269200
| Nome     | Designazione provvisoria | Data di scoperta  | Scopritore           |
| -------- | ------------------------ | ----------------- | -------------------- |
| 269101 - | 2007 HB83                | 22 aprile 2007    | CSS                  |
| 269102 - | 2007 HE83                | 23 aprile 2007    | Spacewatch           |
| 269103 - | 2007 HM83                | 23 aprile 2007    | Spacewatch           |
| 269104 - | 2007 HN86                | 24 aprile 2007    | Spacewatch           |
| 269105 - | 2007 HF90                | 19 aprile 2007    | LONEOS               |
| 269106 - | 2007 HP97                | 19 aprile 2007    | Mount Lemmon Survey  |
| 269107 - | 2007 JO3                 | 6 maggio 2007     | Spacewatch           |
| 269108 - | 2007 JB9                 | 9 maggio 2007     | Mount Lemmon Survey  |
| 269109 - | 2007 JS25                | 9 maggio 2007     | Spacewatch           |
| 269110 - | 2007 JG27                | 9 maggio 2007     | Spacewatch           |
| 269111 - | 2007 JR37                | 12 maggio 2007    | Mount Lemmon Survey  |
| 269112 - | 2007 JZ37                | 12 maggio 2007    | Mount Lemmon Survey  |
| 269113 - | 2007 JA38                | 12 maggio 2007    | Mount Lemmon Survey  |
| 269114 - | 2007 JL39                | 15 maggio 2007    | Spacewatch           |
| 269115 - | 2007 JT39                | 11 maggio 2007    | Siding Spring Survey |
| 269116 - | 2007 KO8                 | 24 maggio 2007    | CSS                  |
| 269117 - | 2007 LU11                | 9 giugno 2007     | Spacewatch           |
| 269118 - | 2007 LH15                | 12 giugno 2007    | Broughton, J.        |
| 269119 - | 2007 LQ31                | 15 giugno 2007    | Spacewatch           |
| 269120 - | 2007 LM33                | 12 giugno 2007    | CSS                  |
| 269121 - | 2007 MG9                 | 19 giugno 2007    | Spacewatch           |
| 269122 - | 2007 MD25                | 23 giugno 2007    | Spacewatch           |
| 269123 - | 2007 NF2                 | 12 luglio 2007    | Lowe, A.             |
| 269124 - | 2007 PC23                | 11 agosto 2007    | LONEOS               |
| 269125 - | 2007 PF37                | 13 agosto 2007    | LINEAR               |
| 269126 - | 2007 PP43                | 11 agosto 2007    | Bickel, W.           |
| 269127 - | 2007 PU47                | 8 agosto 2007     | LINEAR               |
| 269128 - | 2007 PU48                | 13 agosto 2007    | Siding Spring Survey |
| 269129 - | 2007 RG22                | 3 settembre 2007  | CSS                  |
| 269130 - | 2007 RL65                | 10 settembre 2007 | Mount Lemmon Survey  |
| 269131 - | 2007 RL108               | 11 settembre 2007 | Spacewatch           |
| 269132 - | 2007 RZ133               | 11 settembre 2007 | CSS                  |
| 269133 - | 2007 SP3                 | 16 settembre 2007 | LINEAR               |
| 269134 - | 2007 TF89                | 8 ottobre 2007    | Mount Lemmon Survey  |
| 269135 - | 2007 TL92                | 5 ottobre 2007    | Spacewatch           |
| 269136 - | 2007 TF161               | 11 ottobre 2007   | LINEAR               |
| 269137 - | 2007 TM177               | 6 ottobre 2007    | Spacewatch           |
| 269138 - | 2007 TM225               | 5 ottobre 2007    | Spacewatch           |
| 269139 - | 2007 TJ284               | 9 ottobre 2007    | LONEOS               |
| 269140 - | 2007 UA21                | 16 ottobre 2007   | Spacewatch           |
| 269141 - | 2007 UT60                | 30 ottobre 2007   | Mount Lemmon Survey  |
| 269142 - | 2007 VY30                | 2 novembre 2007   | Spacewatch           |
| 269143 - | 2007 WZ23                | 18 novembre 2007  | Mount Lemmon Survey  |
| 269144 - | 2008 AR31                | 10 gennaio 2008   | CSS                  |
| 269145 - | 2008 CZ31                | 2 febbraio 2008   | Spacewatch           |
| 269146 - | 2008 CE204               | 9 febbraio 2008   | Mount Lemmon Survey  |
| 269147 - | 2008 DU4                 | 27 febbraio 2008  | Calvin College       |
| 269148 - | 2008 EL15                | 2 ottobre 2003    | Spacewatch           |
| 269149 - | 2008 EV18                | 2 marzo 2008      | CSS                  |
| 269150 - | 2008 ET21                | 2 marzo 2008      | Spacewatch           |
| 269151 - | 2008 EW28                | 4 marzo 2008      | Mount Lemmon Survey  |
| 269152 - | 2008 EM33                | 1 marzo 2008      | Spacewatch           |
| 269153 - | 2008 ES54                | 6 marzo 2008      | Spacewatch           |
| 269154 - | 2008 EM67                | 9 marzo 2008      | Mount Lemmon Survey  |
| 269155 - | 2008 EC77                | 7 marzo 2008      | Spacewatch           |
| 269156 - | 2008 EO79                | 8 marzo 2008      | CSS                  |
| 269157 - | 2008 ES92                | 3 marzo 2008      | CSS                  |
| 269158 - | 2008 EQ114               | 8 marzo 2008      | Spacewatch           |
| 269159 - | 2008 EZ114               | 8 marzo 2008      | Spacewatch           |
| 269160 - | 2008 EF127               | 10 marzo 2008     | Spacewatch           |
| 269161 - | 2008 EV150               | 4 marzo 2008      | Mount Lemmon Survey  |
| 269162 - | 2008 ET155               | 15 marzo 2008     | Mount Lemmon Survey  |
| 269163 - | 2008 EL168               | 11 marzo 2008     | Spacewatch           |
| 269164 - | 2008 FL15                | 26 marzo 2008     | Spacewatch           |
| 269165 - | 2008 FU25                | 27 marzo 2008     | Spacewatch           |
| 269166 - | 2008 FO58                | 28 marzo 2008     | Mount Lemmon Survey  |
| 269167 - | 2008 FB59                | 29 marzo 2008     | Spacewatch           |
| 269168 - | 2008 FJ59                | 29 marzo 2008     | Spacewatch           |
| 269169 - | 2008 FM59                | 29 marzo 2008     | Jarnac               |
| 269170 - | 2008 FM60                | 10 marzo 2008     | Mount Lemmon Survey  |
| 269171 - | 2008 FS60                | 29 marzo 2008     | CSS                  |
| 269172 - | 2008 FK61                | 30 marzo 2008     | CSS                  |
| 269173 - | 2008 FX69                | 28 marzo 2008     | Spacewatch           |
| 269174 - | 2008 FY75                | 30 marzo 2008     | LINEAR               |
| 269175 - | 2008 FK84                | 28 marzo 2008     | Mount Lemmon Survey  |
| 269176 - | 2008 FF93                | 29 marzo 2008     | Mount Lemmon Survey  |
| 269177 - | 2008 FA105               | 30 marzo 2008     | Spacewatch           |
| 269178 - | 2008 FL117               | 31 marzo 2008     | Spacewatch           |
| 269179 - | 2008 FD125               | 30 marzo 2008     | Spacewatch           |
| 269180 - | 2008 FB129               | 29 marzo 2008     | Spacewatch           |
| 269181 - | 2008 FR129               | 31 marzo 2008     | Spacewatch           |
| 269182 - | 2008 GO11                | 1 aprile 2008     | Spacewatch           |
| 269183 - | 2008 GJ18                | 4 aprile 2008     | Mount Lemmon Survey  |
| 269184 - | 2008 GH28                | 3 aprile 2008     | Spacewatch           |
| 269185 - | 2008 GZ37                | 3 aprile 2008     | Spacewatch           |
| 269186 - | 2008 GB42                | 4 aprile 2008     | Spacewatch           |
| 269187 - | 2008 GO42                | 4 aprile 2008     | Spacewatch           |
| 269188 - | 2008 GC45                | 4 aprile 2008     | Spacewatch           |
| 269189 - | 2008 GZ50                | 5 aprile 2008     | Mount Lemmon Survey  |
| 269190 - | 2008 GQ66                | 6 aprile 2008     | Spacewatch           |
| 269191 - | 2008 GR94                | 7 aprile 2008     | Mount Lemmon Survey  |
| 269192 - | 2008 GF98                | 8 aprile 2008     | Spacewatch           |
| 269193 - | 2008 GY100               | 9 aprile 2008     | Spacewatch           |
| 269194 - | 2008 GN138               | 15 aprile 2008    | Mount Lemmon Survey  |
| 269195 - | 2008 GP140               | 8 aprile 2008     | Spacewatch           |
| 269196 - | 2008 GK145               | 6 aprile 2008     | Spacewatch           |
| 269197 - | 2008 HN2                 | 25 aprile 2008    | OAM                  |
| 269198 - | 2008 HZ27                | 28 aprile 2008    | Spacewatch           |
| 269199 - | 2008 HR34                | 27 aprile 2008    | Spacewatch           |
| 269200 - | 2008 HF65                | 29 aprile 2008    | Mount Lemmon Survey  |

## 269201-269300
| Nome                | Designazione provvisoria | Data di scoperta  | Scopritore              |
| ------------------- | ------------------------ | ----------------- | ----------------------- |
| 269201 -            | 2008 HD68                | 29 aprile 2008    | Mount Lemmon Survey     |
| 269202 -            | 2008 JW4                 | 2 maggio 2008     | CSS                     |
| 269203 -            | 2008 JL13                | 4 maggio 2008     | Mount Lemmon Survey     |
| 269204 -            | 2008 JG14                | 6 maggio 2008     | Mount Lemmon Survey     |
| 269205 -            | 2008 JG15                | 5 maggio 2008     | Spacewatch              |
| 269206 -            | 2008 JU21                | 5 maggio 2008     | Mount Lemmon Survey     |
| 269207 -            | 2008 JJ37                | 3 maggio 2008     | Mount Lemmon Survey     |
| 269208 -            | 2008 KA9                 | 27 maggio 2008    | Spacewatch              |
| 269209 -            | 2008 KG20                | 28 maggio 2008    | Spacewatch              |
| 269210 -            | 2008 KU21                | 28 maggio 2008    | Mount Lemmon Survey     |
| 269211 -            | 2008 KA31                | 29 maggio 2008    | Spacewatch              |
| 269212 -            | 2008 LK6                 | 3 giugno 2008     | Spacewatch              |
| 269213 -            | 2008 LL10                | 6 giugno 2008     | Spacewatch              |
| 269214 -            | 2008 LW11                | 7 giugno 2008     | Spacewatch              |
| 269215 -            | 2008 LU14                | 8 giugno 2008     | Spacewatch              |
| 269216 -            | 2008 LG15                | 9 giugno 2008     | Spacewatch              |
| 269217 -            | 2008 ND1                 | 1 luglio 2008     | Hug, G.                 |
| 269218 -            | 2008 NP1                 | 5 luglio 2008     | Ferrando, R.            |
| 269219 -            | 2008 NK2                 | 2 luglio 2008     | Spacewatch              |
| 269220 -            | 2008 OE11                | 23 gennaio 2006   | Mount Lemmon Survey     |
| 269221 -            | 2008 OE20                | 30 luglio 2008    | Spacewatch              |
| 269222 -            | 2008 OX20                | 29 luglio 2008    | Spacewatch              |
| 269223 -            | 2008 OU21                | 30 luglio 2008    | Spacewatch              |
| 269224 -            | 2008 OV21                | 30 luglio 2008    | Spacewatch              |
| 269225 -            | 2008 OE24                | 30 luglio 2008    | Spacewatch              |
| 269226 -            | 2008 PO4                 | 5 agosto 2008     | Hönig, S. F., Teamo, N. |
| 269227 -            | 2008 PG9                 | 7 agosto 2008     | Kugel, F.               |
| 269228 -            | 2008 PT15                | 11 agosto 2008    | Ferrando, R.            |
| 269229 -            | 2008 PD17                | 11 agosto 2008    | OAM                     |
| 269230 -            | 2008 PP19                | 7 agosto 2008     | Spacewatch              |
| 269231 -            | 2008 PQ19                | 7 agosto 2008     | Spacewatch              |
| 269232 Tahin        | 2008 QV                  | 21 agosto 2008    | Sárneczky, K.           |
| 269233 -            | 2008 QN5                 | 22 agosto 2008    | Spacewatch              |
| 269234 -            | 2008 QP6                 | 26 agosto 2008    | Mahony, J.              |
| 269235 -            | 2008 QS6                 | 21 agosto 2008    | Spacewatch              |
| 269236 -            | 2008 QL8                 | 25 agosto 2008    | OAM                     |
| 269237 -            | 2008 QC9                 | 25 agosto 2008    | OAM                     |
| 269238 -            | 2008 QM9                 | 25 agosto 2008    | OAM                     |
| 269239 -            | 2008 QD10                | 26 agosto 2008    | OAM                     |
| 269240 -            | 2008 QM10                | 26 agosto 2008    | OAM                     |
| 269241 -            | 2008 QY10                | 26 agosto 2008    | OAM                     |
| 269242 -            | 2008 QO13                | 27 agosto 2008    | OAM                     |
| 269243 Charbonnel   | 2008 QN14                | 27 agosto 2008    | Pises                   |
| 269244 -            | 2008 QJ17                | 27 agosto 2008    | OAM                     |
| 269245 Catastini    | 2008 QL19                | 27 agosto 2008    | Andrushivka             |
| 269246 -            | 2008 QF20                | 30 agosto 2008    | Klet                    |
| 269247 -            | 2008 QN20                | 25 agosto 2008    | LINEAR                  |
| 269248 -            | 2008 QL23                | 25 agosto 2008    | Teamo, N.               |
| 269249 -            | 2008 QO24                | 29 agosto 2008    | Ferrando, R.            |
| 269250 -            | 2008 QR26                | 29 agosto 2008    | OAM                     |
| 269251 Kolomna      | 2008 QW28                | 26 agosto 2008    | Andrushivka             |
| 269252 Bogdanstupka | 2008 QA29                | 27 agosto 2008    | Andrushivka             |
| 269253 -            | 2008 QK35                | 31 agosto 2008    | Moletai                 |
| 269254 -            | 2008 QN36                | 21 agosto 2008    | Spacewatch              |
| 269255 -            | 2008 QP36                | 21 agosto 2008    | Spacewatch              |
| 269256 -            | 2008 QK43                | 26 agosto 2008    | Crni Vrh                |
| 269257 -            | 2008 RY1                 | 2 settembre 2008  | Spacewatch              |
| 269258 -            | 2008 RH5                 | 2 settembre 2008  | Spacewatch              |
| 269259 -            | 2008 RY17                | 4 settembre 2008  | Spacewatch              |
| 269260 -            | 2008 RE19                | 4 settembre 2008  | Spacewatch              |
| 269261 -            | 2008 RU27                | 8 settembre 2008  | Tozzi, F.               |
| 269262 -            | 2008 RM29                | 2 settembre 2008  | Spacewatch              |
| 269263 -            | 2008 RS47                | 2 settembre 2008  | OAM                     |
| 269264 -            | 2008 RY50                | 3 settembre 2008  | Spacewatch              |
| 269265 -            | 2008 RO58                | 3 settembre 2008  | Spacewatch              |
| 269266 -            | 2008 RL63                | 4 settembre 2008  | Spacewatch              |
| 269267 -            | 2008 RO65                | 4 settembre 2008  | Spacewatch              |
| 269268 -            | 2008 RP69                | 5 settembre 2008  | Spacewatch              |
| 269269 -            | 2008 RN70                | 6 settembre 2008  | OAM                     |
| 269270 -            | 2008 RW71                | 6 settembre 2008  | CSS                     |
| 269271 -            | 2008 RF72                | 6 settembre 2008  | Mount Lemmon Survey     |
| 269272 -            | 2008 RJ82                | 4 settembre 2008  | Spacewatch              |
| 269273 -            | 2008 RO89                | 5 settembre 2008  | Spacewatch              |
| 269274 -            | 2008 RL90                | 6 settembre 2008  | CSS                     |
| 269275 -            | 2008 RY95                | 7 settembre 2008  | CSS                     |
| 269276 -            | 2008 RB102               | 3 settembre 2008  | Spacewatch              |
| 269277 -            | 2008 RN105               | 6 settembre 2008  | Mount Lemmon Survey     |
| 269278 -            | 2008 RH108               | 9 settembre 2008  | Mount Lemmon Survey     |
| 269279 -            | 2008 RK110               | 3 settembre 2008  | Spacewatch              |
| 269280 -            | 2008 RW115               | 7 settembre 2008  | Mount Lemmon Survey     |
| 269281 -            | 2008 RO117               | 9 settembre 2008  | Mount Lemmon Survey     |
| 269282 -            | 2008 RN121               | 2 settembre 2008  | Spacewatch              |
| 269283 -            | 2008 RN136               | 4 settembre 2008  | Spacewatch              |
| 269284 -            | 2008 RK138               | 6 settembre 2008  | CSS                     |
| 269285 -            | 2008 RN141               | 6 settembre 2008  | Mount Lemmon Survey     |
| 269286 -            | 2008 SA1                 | 21 settembre 2008 | Tozzi, F.               |
| 269287 -            | 2008 SY4                 | 22 settembre 2008 | LINEAR                  |
| 269288 -            | 2008 SV15                | 19 settembre 2008 | Spacewatch              |
| 269289 -            | 2008 SY18                | 19 settembre 2008 | Spacewatch              |
| 269290 -            | 2008 SV20                | 19 settembre 2008 | Spacewatch              |
| 269291 -            | 2008 SM21                | 19 settembre 2008 | Spacewatch              |
| 269292 -            | 2008 SC23                | 19 settembre 2008 | Spacewatch              |
| 269293 -            | 2008 SC36                | 20 settembre 2008 | Spacewatch              |
| 269294 -            | 2008 SJ37                | 20 settembre 2008 | Spacewatch              |
| 269295 -            | 2008 SZ50                | 20 settembre 2008 | Mount Lemmon Survey     |
| 269296 -            | 2008 SU52                | 20 settembre 2008 | Mount Lemmon Survey     |
| 269297 -            | 2008 SC68                | 21 settembre 2008 | CSS                     |
| 269298 -            | 2008 SB71                | 22 settembre 2008 | Spacewatch              |
| 269299 -            | 2008 SK74                | 23 settembre 2008 | CSS                     |
| 269300 Diego        | 2008 SB82                | 26 settembre 2008 | Lacruz, J.              |

## 269301-269400
| Nome                    | Designazione provvisoria | Data di scoperta  | Scopritore                        |
| ----------------------- | ------------------------ | ----------------- | --------------------------------- |
| 269301 -                | 2008 SB88                | 20 settembre 2008 | CSS                               |
| 269302 -                | 2008 ST109               | 22 settembre 2008 | Spacewatch                        |
| 269303 -                | 2008 SL110               | 22 settembre 2008 | Spacewatch                        |
| 269304 -                | 2008 SV110               | 22 settembre 2008 | Spacewatch                        |
| 269305 -                | 2008 SA114               | 22 settembre 2008 | Spacewatch                        |
| 269306 -                | 2008 SD130               | 22 settembre 2008 | Spacewatch                        |
| 269307 -                | 2008 SK139               | 23 settembre 2008 | Siding Spring Survey              |
| 269308 -                | 2008 SW145               | 22 settembre 2008 | Spacewatch                        |
| 269309 -                | 2008 SV151               | 30 settembre 2008 | Stevens, B. L.                    |
| 269310 -                | 2008 SA153               | 22 settembre 2008 | LINEAR                            |
| 269311 -                | 2008 SC154               | 22 settembre 2008 | LINEAR                            |
| 269312 -                | 2008 SK154               | 22 settembre 2008 | LINEAR                            |
| 269313 -                | 2008 SK155               | 23 settembre 2008 | LINEAR                            |
| 269314 -                | 2008 SD159               | 24 settembre 2008 | LINEAR                            |
| 269315 -                | 2008 SD166               | 28 settembre 2008 | LINEAR                            |
| 269316 -                | 2008 SJ166               | 28 settembre 2008 | LINEAR                            |
| 269317 -                | 2008 SG168               | 30 settembre 2008 | LINEAR                            |
| 269318 -                | 2008 SJ171               | 21 settembre 2008 | Mount Lemmon Survey               |
| 269319 -                | 2008 SS172               | 22 settembre 2008 | Mount Lemmon Survey               |
| 269320 -                | 2008 SL176               | 23 settembre 2008 | Mount Lemmon Survey               |
| 269321 -                | 2008 SA177               | 23 settembre 2008 | Mount Lemmon Survey               |
| 269322 -                | 2008 SR207               | 27 settembre 2008 | Tucker, R. A.                     |
| 269323 Madisonvillehigh | 2008 SE209               | 28 settembre 2008 | Astronomical Research Observatory |
| 269324 -                | 2008 SL219               | 30 settembre 2008 | OAM                               |
| 269325 -                | 2008 SO221               | 25 settembre 2008 | Mount Lemmon Survey               |
| 269326 -                | 2008 SH269               | 21 settembre 2008 | CSS                               |
| 269327 -                | 2008 SC278               | 28 settembre 2008 | Mount Lemmon Survey               |
| 269328 -                | 2008 SY282               | 29 settembre 2008 | Mount Lemmon Survey               |
| 269329 -                | 2008 SJ285               | 20 settembre 2008 | Mount Lemmon Survey               |
| 269330 -                | 2008 TU1                 | 2 ottobre 2008    | Ferrando, R.                      |
| 269331 -                | 2008 TV3                 | 3 ottobre 2008    | LINEAR                            |
| 269332 -                | 2008 TK6                 | 3 ottobre 2008    | OAM                               |
| 269333 -                | 2008 TA17                | 1 ottobre 2008    | Mount Lemmon Survey               |
| 269334 -                | 2008 TY17                | 1 ottobre 2008    | Mount Lemmon Survey               |
| 269335 -                | 2008 TD19                | 1 ottobre 2008    | Mount Lemmon Survey               |
| 269336 -                | 2008 TS27                | 1 ottobre 2008    | OAM                               |
| 269337 -                | 2008 TC30                | 1 ottobre 2008    | Mount Lemmon Survey               |
| 269338 -                | 2008 TM30                | 1 ottobre 2008    | Spacewatch                        |
| 269339 -                | 2008 TJ37                | 1 ottobre 2008    | Mount Lemmon Survey               |
| 269340 -                | 2008 TB40                | 1 ottobre 2008    | Mount Lemmon Survey               |
| 269341 -                | 2008 TD52                | 2 ottobre 2008    | Spacewatch                        |
| 269342 -                | 2008 TU91                | 4 ottobre 2008    | OAM                               |
| 269343 -                | 2008 TZ94                | 6 ottobre 2008    | OAM                               |
| 269344 -                | 2008 TH95                | 6 ottobre 2008    | Spacewatch                        |
| 269345 -                | 2008 TG106               | 6 ottobre 2008    | Spacewatch                        |
| 269346 -                | 2008 TB110               | 6 ottobre 2008    | Mount Lemmon Survey               |
| 269347 -                | 2008 TV110               | 6 ottobre 2008    | CSS                               |
| 269348 -                | 2008 TT134               | 8 ottobre 2008    | Spacewatch                        |
| 269349 -                | 2008 TT179               | 1 ottobre 2008    | CSS                               |
| 269350 -                | 2008 US9                 | 17 ottobre 2008   | Spacewatch                        |
| 269351 -                | 2008 UW11                | 17 ottobre 2008   | Spacewatch                        |
| 269352 -                | 2008 UM12                | 17 ottobre 2008   | Spacewatch                        |
| 269353 -                | 2008 UO36                | 20 ottobre 2008   | Spacewatch                        |
| 269354 -                | 2008 UW50                | 20 ottobre 2008   | Mount Lemmon Survey               |
| 269355 -                | 2008 UR61                | 21 ottobre 2008   | Spacewatch                        |
| 269356 -                | 2008 UF90                | 26 ottobre 2008   | Durig, D. T.                      |
| 269357 -                | 2008 UL97                | 25 ottobre 2008   | LINEAR                            |
| 269358 -                | 2008 UN122               | 22 ottobre 2008   | Spacewatch                        |
| 269359 -                | 2008 UJ205               | 27 ottobre 2008   | CSS                               |
| 269360 -                | 2008 UN249               | 27 ottobre 2008   | Mount Lemmon Survey               |
| 269361 -                | 2008 UN323               | 31 ottobre 2008   | CSS                               |
| 269362 -                | 2008 UZ334               | 20 ottobre 2008   | Spacewatch                        |
| 269363 -                | 2008 UB338               | 20 ottobre 2008   | Spacewatch                        |
| 269364 -                | 2008 US354               | 27 ottobre 2008   | Mount Lemmon Survey               |
| 269365 -                | 2008 VA43                | 3 novembre 2008   | CSS                               |
| 269366 -                | 2008 WB6                 | 17 novembre 2008  | Spacewatch                        |
| 269367 -                | 2008 WL6                 | 17 novembre 2008  | Spacewatch                        |
| 269368 -                | 2008 WL49                | 18 novembre 2008  | CSS                               |
| 269369 -                | 2008 WK140               | 18 novembre 2008  | CSS                               |
| 269370 -                | 2008 YX40                | 30 dicembre 2008  | Spacewatch                        |
| 269371 -                | 2008 YE168               | 30 dicembre 2008  | CSS                               |
| 269372 -                | 2008 YS169               | 31 dicembre 2008  | Mount Lemmon Survey               |
| 269373 -                | 2008 YT172               | 22 dicembre 2008  | Spacewatch                        |
| 269374 -                | 2009 AF17                | 13 gennaio 2009   | Calvin College                    |
| 269375 -                | 2009 DV46                | 28 febbraio 2009  | LINEAR                            |
| 269376 -                | 2009 DP57                | 22 febbraio 2009  | Spacewatch                        |
| 269377 -                | 2009 NB1                 | 14 luglio 2009    | OAM                               |
| 269378 -                | 2009 NH2                 | 14 luglio 2009    | Spacewatch                        |
| 269379 -                | 2009 OW3                 | 21 luglio 2009    | Crni Vrh                          |
| 269380 -                | 2009 PM10                | 15 agosto 2009    | OAM                               |
| 269381 -                | 2009 PG20                | 15 agosto 2009    | Spacewatch                        |
| 269382 -                | 2009 QW                  | 17 agosto 2009    | CSS                               |
| 269383 -                | 2009 QG1                 | 16 agosto 2009    | OAM                               |
| 269384 -                | 2009 QX2                 | 16 agosto 2009    | Spacewatch                        |
| 269385 -                | 2009 QY3                 | 16 agosto 2009    | Spacewatch                        |
| 269386 -                | 2009 QY14                | 16 agosto 2009    | Spacewatch                        |
| 269387 -                | 2009 QT22                | 20 agosto 2009    | OAM                               |
| 269388 -                | 2009 QX22                | 20 agosto 2009    | OAM                               |
| 269389 -                | 2009 QH28                | 20 agosto 2009    | Teamo, N.                         |
| 269390 Igortkachenko    | 2009 QA34                | 27 agosto 2009    | Elenin, L.                        |
| 269391 -                | 2009 QM37                | 31 agosto 2009    | Karge, S., Kling, R.              |
| 269392 -                | 2009 QX37                | 29 agosto 2009    | Bickel, W.                        |
| 269393 -                | 2009 QS44                | 27 agosto 2009    | Spacewatch                        |
| 269394 -                | 2009 QC45                | 27 agosto 2009    | CSS                               |
| 269395 -                | 2009 QX50                | 26 agosto 2009    | OAM                               |
| 269396 -                | 2009 QQ60                | 18 agosto 2009    | CSS                               |
| 269397 -                | 2009 RB                  | 2 settembre 2009  | OAM                               |
| 269398 -                | 2009 RE3                 | 10 settembre 2009 | OAM                               |
| 269399 -                | 2009 RZ5                 | 14 settembre 2009 | CSS                               |
| 269400 -                | 2009 RN8                 | 12 settembre 2009 | Spacewatch                        |

## 269401-269500
| Nome            | Designazione provvisoria | Data di scoperta  | Scopritore             |
| --------------- | ------------------------ | ----------------- | ---------------------- |
| 269401 -        | 2009 RO8                 | 12 settembre 2009 | Spacewatch             |
| 269402 -        | 2009 RH12                | 12 settembre 2009 | Spacewatch             |
| 269403 -        | 2009 RT13                | 12 settembre 2009 | Spacewatch             |
| 269404 -        | 2009 RL15                | 12 settembre 2009 | Spacewatch             |
| 269405 -        | 2009 RN28                | 12 settembre 2009 | Spacewatch             |
| 269406 -        | 2009 RK29                | 14 settembre 2009 | Spacewatch             |
| 269407 -        | 2009 RS30                | 14 settembre 2009 | Spacewatch             |
| 269408 -        | 2009 RD46                | 15 settembre 2009 | Spacewatch             |
| 269409 -        | 2009 RQ52                | 15 settembre 2009 | Spacewatch             |
| 269410 -        | 2009 RB54                | 15 settembre 2009 | Spacewatch             |
| 269411 -        | 2009 RZ55                | 15 settembre 2009 | Spacewatch             |
| 269412 -        | 2009 RM69                | 15 settembre 2009 | Spacewatch             |
| 269413 -        | 2009 SK20                | 22 settembre 2009 | Hobart, J.             |
| 269414 -        | 2009 SX20                | 18 settembre 2009 | Spacewatch             |
| 269415 -        | 2009 SV32                | 16 settembre 2009 | Spacewatch             |
| 269416 -        | 2009 SL39                | 16 settembre 2009 | Spacewatch             |
| 269417 -        | 2009 SF46                | 16 settembre 2009 | Spacewatch             |
| 269418 -        | 2009 SM52                | 17 settembre 2009 | Spacewatch             |
| 269419 -        | 2009 ST66                | 17 settembre 2009 | Spacewatch             |
| 269420 -        | 2009 SD107               | 27 marzo 2003     | Spacewatch             |
| 269421 -        | 2009 SB119               | 18 settembre 2009 | Spacewatch             |
| 269422 -        | 2009 SX121               | 18 settembre 2009 | Spacewatch             |
| 269423 -        | 2009 SQ128               | 18 settembre 2009 | Spacewatch             |
| 269424 -        | 2009 SE131               | 18 settembre 2009 | Spacewatch             |
| 269425 -        | 2009 SE132               | 18 settembre 2009 | Spacewatch             |
| 269426 -        | 2009 SW132               | 18 settembre 2009 | Spacewatch             |
| 269427 -        | 2009 SU134               | 18 settembre 2009 | Spacewatch             |
| 269428 -        | 2009 SD135               | 18 settembre 2009 | Spacewatch             |
| 269429 -        | 2009 SG135               | 18 settembre 2009 | Spacewatch             |
| 269430 -        | 2009 SB147               | 19 settembre 2009 | Spacewatch             |
| 269431 -        | 2009 SP148               | 19 settembre 2009 | Mount Lemmon Survey    |
| 269432 -        | 2009 SN150               | 20 settembre 2009 | Spacewatch             |
| 269433 -        | 2009 SL163               | 21 settembre 2009 | Mount Lemmon Survey    |
| 269434 -        | 2009 SR164               | 21 settembre 2009 | Spacewatch             |
| 269435 -        | 2009 SO165               | 22 settembre 2009 | Spacewatch             |
| 269436 -        | 2009 SP174               | 18 settembre 2009 | PMO NEO Survey Program |
| 269437 -        | 2009 SP200               | 22 settembre 2009 | Spacewatch             |
| 269438 -        | 2009 SY202               | 22 settembre 2009 | Spacewatch             |
| 269439 -        | 2009 SV204               | 22 settembre 2009 | Spacewatch             |
| 269440 -        | 2009 SE206               | 23 settembre 2009 | Spacewatch             |
| 269441 -        | 2009 SJ212               | 23 settembre 2009 | Spacewatch             |
| 269442 -        | 2009 SC220               | 24 settembre 2009 | Mount Lemmon Survey    |
| 269443 -        | 2009 SP224               | 25 settembre 2009 | Spacewatch             |
| 269444 -        | 2009 SR230               | 16 settembre 2009 | Mount Lemmon Survey    |
| 269445 -        | 2009 SZ233               | 23 settembre 2009 | Mount Lemmon Survey    |
| 269446 -        | 2009 SJ238               | 17 giugno 2005    | Mount Lemmon Survey    |
| 269447 -        | 2009 SH245               | 28 settembre 2009 | Tzec Maun              |
| 269448 -        | 2009 SA250               | 18 settembre 2009 | Spacewatch             |
| 269449 -        | 2009 SC253               | 22 settembre 2009 | Mount Lemmon Survey    |
| 269450 -        | 2009 SD253               | 22 settembre 2009 | Mount Lemmon Survey    |
| 269451 -        | 2009 SE256               | 21 settembre 2009 | Mount Lemmon Survey    |
| 269452 -        | 2009 SM267               | 23 settembre 2009 | Mount Lemmon Survey    |
| 269453 -        | 2009 SY270               | 24 settembre 2009 | Spacewatch             |
| 269454 -        | 2009 SC272               | 24 settembre 2009 | Spacewatch             |
| 269455 -        | 2009 SA276               | 25 settembre 2009 | Spacewatch             |
| 269456 -        | 2009 SB277               | 25 settembre 2009 | Spacewatch             |
| 269457 -        | 2009 SQ289               | 25 settembre 2009 | Spacewatch             |
| 269458 -        | 2009 SW297               | 28 settembre 2009 | Mount Lemmon Survey    |
| 269459 -        | 2009 SJ333               | 25 settembre 2009 | CSS                    |
| 269460 -        | 2009 SB336               | 23 settembre 2009 | Spacewatch             |
| 269461 -        | 2009 SA345               | 18 settembre 2009 | Spacewatch             |
| 269462 -        | 2009 SE346               | 23 settembre 2009 | Spacewatch             |
| 269463 -        | 2009 SZ347               | 16 settembre 2009 | Spacewatch             |
| 269464 -        | 2009 SK348               | 24 settembre 2009 | CSS                    |
| 269465 -        | 2009 SF350               | 22 settembre 2009 | Mount Lemmon Survey    |
| 269466 -        | 2009 SR360               | 16 settembre 2009 | Mount Lemmon Survey    |
| 269467 -        | 2009 SM361               | 27 settembre 2009 | LINEAR                 |
| 269468 -        | 2009 SP363               | 20 settembre 2009 | Spacewatch             |
| 269469 -        | 2009 TB18                | 15 ottobre 2009   | OAM                    |
| 269470 -        | 2009 TF20                | 11 ottobre 2009   | CSS                    |
| 269471 -        | 2009 TP21                | 12 ottobre 2009   | OAM                    |
| 269472 -        | 2009 TB24                | 14 ottobre 2009   | CSS                    |
| 269473 -        | 2009 TR25                | 14 ottobre 2009   | CSS                    |
| 269474 -        | 2009 TG27                | 14 ottobre 2009   | OAM                    |
| 269475 -        | 2009 TQ32                | 14 ottobre 2009   | CSS                    |
| 269476 -        | 2009 TR34                | 12 ottobre 2009   | OAM                    |
| 269477 -        | 2009 TM35                | 14 ottobre 2009   | OAM                    |
| 269478 -        | 2009 TP35                | 14 ottobre 2009   | OAM                    |
| 269479 -        | 2009 TH36                | 14 ottobre 2009   | CSS                    |
| 269480 -        | 2009 TC39                | 15 ottobre 2009   | CSS                    |
| 269481 -        | 2009 TC42                | 12 ottobre 2009   | Mount Lemmon Survey    |
| 269482 -        | 2009 TO42                | 12 ottobre 2009   | Mount Lemmon Survey    |
| 269483 -        | 2009 TB44                | 14 ottobre 2009   | Mount Lemmon Survey    |
| 269484 Marcia   | 2009 UB4                 | 19 ottobre 2009   | De Queiroz, J.         |
| 269485 Bisikalo | 2009 UQ14                | 21 ottobre 2009   | Kryachko, T. V.        |
| 269486 -        | 2009 UW15                | 17 ottobre 2009   | OAM                    |
| 269487 -        | 2009 UW17                | 20 ottobre 2009   | Mayhill                |
| 269488 -        | 2009 UJ18                | 17 ottobre 2009   | BATTeRS                |
| 269489 -        | 2009 UY20                | 22 ottobre 2009   | BATTeRS                |
| 269490 -        | 2009 UH23                | 18 ottobre 2009   | OAM                    |
| 269491 -        | 2009 UR25                | 20 ottobre 2009   | LINEAR                 |
| 269492 -        | 2009 UG30                | 18 ottobre 2009   | Mount Lemmon Survey    |
| 269493 -        | 2009 UF31                | 18 ottobre 2009   | Mount Lemmon Survey    |
| 269494 -        | 2009 UU31                | 18 ottobre 2009   | Mount Lemmon Survey    |
| 269495 -        | 2009 UB32                | 18 ottobre 2009   | Mount Lemmon Survey    |
| 269496 -        | 2009 UC35                | 21 ottobre 2009   | Mount Lemmon Survey    |
| 269497 -        | 2009 UR37                | 22 ottobre 2009   | Mount Lemmon Survey    |
| 269498 -        | 2009 US51                | 22 ottobre 2009   | Mount Lemmon Survey    |
| 269499 -        | 2009 UD53                | 22 ottobre 2009   | CSS                    |
| 269500 -        | 2009 UT59                | 23 ottobre 2009   | Spacewatch             |

## 269501-269600
| Nome             | Designazione provvisoria | Data di scoperta | Scopritore                   |
| ---------------- | ------------------------ | ---------------- | ---------------------------- |
| 269501 -         | 2009 UG72                | 23 ottobre 2009  | Mount Lemmon Survey          |
| 269502 -         | 2009 UZ72                | 23 ottobre 2009  | Spacewatch                   |
| 269503 -         | 2009 UX80                | 22 ottobre 2009  | CSS                          |
| 269504 -         | 2009 UT88                | 22 ottobre 2009  | CSS                          |
| 269505 -         | 2009 UA89                | 24 ottobre 2009  | CSS                          |
| 269506 -         | 2009 UY89                | 17 ottobre 2009  | OAM                          |
| 269507 -         | 2009 UU91                | 18 ottobre 2009  | CSS                          |
| 269508 -         | 2009 UX95                | 22 ottobre 2009  | Mount Lemmon Survey          |
| 269509 -         | 2009 UQ98                | 23 ottobre 2009  | Mount Lemmon Survey          |
| 269510 -         | 2009 UE99                | 23 ottobre 2009  | Mount Lemmon Survey          |
| 269511 -         | 2009 UH108               | 23 ottobre 2009  | Spacewatch                   |
| 269512 -         | 2009 UL109               | 23 ottobre 2009  | Spacewatch                   |
| 269513 -         | 2009 UV109               | 23 ottobre 2009  | Mount Lemmon Survey          |
| 269514 -         | 2009 UL110               | 23 ottobre 2009  | Spacewatch                   |
| 269515 -         | 2009 UA115               | 21 ottobre 2009  | Mount Lemmon Survey          |
| 269516 -         | 2009 UN127               | 26 ottobre 2009  | OAM                          |
| 269517 -         | 2009 UD129               | 28 ottobre 2009  | OAM                          |
| 269518 -         | 2009 UQ132               | 16 ottobre 2009  | CSS                          |
| 269519 -         | 2009 US146               | 23 ottobre 2009  | Spacewatch                   |
| 269520 -         | 2009 UC147               | 26 ottobre 2009  | Mount Lemmon Survey          |
| 269521 -         | 2009 UU147               | 17 ottobre 2009  | Mount Lemmon Survey          |
| 269522 -         | 2009 UP152               | 27 ottobre 2009  | Mount Lemmon Survey          |
| 269523 -         | 2009 VR7                 | 8 novembre 2009  | CSS                          |
| 269524 -         | 2009 VX16                | 8 novembre 2009  | Mount Lemmon Survey          |
| 269525 -         | 2009 VB27                | 8 novembre 2009  | Spacewatch                   |
| 269526 -         | 2009 VQ41                | 9 novembre 2009  | CSS                          |
| 269527 -         | 2009 VY42                | 9 novembre 2009  | Spacewatch                   |
| 269528 -         | 2009 VN44                | 15 novembre 2009 | Mayhill                      |
| 269529 -         | 2009 VG48                | 9 novembre 2009  | Mount Lemmon Survey          |
| 269530 -         | 2009 VF60                | 10 novembre 2009 | CSS                          |
| 269531 -         | 2009 VR65                | 9 novembre 2009  | Spacewatch                   |
| 269532 -         | 2009 VU66                | 9 novembre 2009  | Spacewatch                   |
| 269533 -         | 2009 VH69                | 9 novembre 2009  | Mount Lemmon Survey          |
| 269534 -         | 2009 VA82                | 8 novembre 2009  | Spacewatch                   |
| 269535 -         | 2009 VK82                | 8 novembre 2009  | Spacewatch                   |
| 269536 -         | 2009 VG83                | 9 novembre 2009  | Spacewatch                   |
| 269537 -         | 2009 VF84                | 9 novembre 2009  | Spacewatch                   |
| 269538 -         | 2009 VZ85                | 10 novembre 2009 | Spacewatch                   |
| 269539 -         | 2009 VD92                | 12 novembre 2009 | OAM                          |
| 269540 -         | 2009 VJ92                | 8 novembre 2009  | Mount Lemmon Survey          |
| 269541 -         | 2009 VT93                | 11 novembre 2009 | Mount Lemmon Survey          |
| 269542 -         | 2009 VK94                | 8 novembre 2009  | Spacewatch                   |
| 269543 -         | 2009 VQ95                | 10 novembre 2009 | Spacewatch                   |
| 269544 -         | 2009 VC104               | 15 novembre 2009 | CSS                          |
| 269545 -         | 2009 VN106               | 11 novembre 2009 | CSS                          |
| 269546 -         | 2009 VE108               | 8 novembre 2009  | Spacewatch                   |
| 269547 -         | 2009 VG111               | 11 novembre 2009 | OAM                          |
| 269548 Fratyu    | 2009 WR                  | 16 novembre 2009 | Fratev, F.                   |
| 269549 -         | 2009 WS5                 | 12 dicembre 1999 | Spacewatch                   |
| 269550 Chur      | 2009 WT5                 | 16 novembre 2009 | De Queiroz, J.               |
| 269551 -         | 2009 WU8                 | 19 novembre 2009 | Jarnac                       |
| 269552 -         | 2009 WZ14                | 16 novembre 2009 | Mount Lemmon Survey          |
| 269553 -         | 2009 WX15                | 16 novembre 2009 | OAM                          |
| 269554 -         | 2009 WD25                | 21 novembre 2009 | Molnar, L. A.                |
| 269555 -         | 2009 WF27                | 16 novembre 2009 | Spacewatch                   |
| 269556 -         | 2009 WM33                | 16 novembre 2009 | Spacewatch                   |
| 269557 -         | 2009 WW33                | 16 novembre 2009 | Spacewatch                   |
| 269558 -         | 2009 WM41                | 25 marzo 2006    | Spacewatch                   |
| 269559 -         | 2009 WY46                | 18 novembre 2009 | Mount Lemmon Survey          |
| 269560 -         | 2009 WQ50                | 19 novembre 2009 | OAM                          |
| 269561 -         | 2009 WK68                | 5 gennaio 2006   | Spacewatch                   |
| 269562 -         | 2009 WM68                | 17 novembre 2009 | Mount Lemmon Survey          |
| 269563 -         | 2009 WR73                | 18 novembre 2009 | Spacewatch                   |
| 269564 -         | 2009 WW73                | 18 novembre 2009 | Spacewatch                   |
| 269565 -         | 2009 WT82                | 19 novembre 2009 | Spacewatch                   |
| 269566 -         | 2009 WT85                | 19 novembre 2009 | Spacewatch                   |
| 269567 Bakhtinov | 2009 WK105               | 24 novembre 2009 | Nevski, V.                   |
| 269568 -         | 2009 WS105               | 25 novembre 2009 | Chestnov, D., Novichonok, A. |
| 269569 -         | 2009 WO123               | 20 novembre 2009 | Spacewatch                   |
| 269570 -         | 2009 WQ125               | 20 novembre 2009 | Spacewatch                   |
| 269571 -         | 2009 WP161               | 21 novembre 2009 | Spacewatch                   |
| 269572 -         | 2009 WF176               | 23 novembre 2009 | Spacewatch                   |
| 269573 -         | 2009 WC179               | 23 novembre 2009 | Spacewatch                   |
| 269574 -         | 2009 WN182               | 23 novembre 2009 | Spacewatch                   |
| 269575 -         | 2009 WE197               | 25 novembre 2009 | Mount Lemmon Survey          |
| 269576 -         | 2009 WT198               | 26 novembre 2009 | Mount Lemmon Survey          |
| 269577 -         | 2009 WM199               | 26 novembre 2009 | Mount Lemmon Survey          |
| 269578 -         | 2009 WR203               | 16 novembre 2009 | Spacewatch                   |
| 269579 -         | 2009 WS204               | 17 novembre 2009 | Spacewatch                   |
| 269580 -         | 2009 WL215               | 26 novembre 2009 | CSS                          |
| 269581 -         | 2009 WN217               | 16 novembre 2009 | Mount Lemmon Survey          |
| 269582 -         | 2009 WX222               | 16 novembre 2009 | Mount Lemmon Survey          |
| 269583 -         | 2009 WO230               | 17 novembre 2009 | Spacewatch                   |
| 269584 -         | 2009 WR250               | 24 novembre 2009 | Spacewatch                   |
| 269585 -         | 2009 WO251               | 27 novembre 2009 | Mount Lemmon Survey          |
| 269586 -         | 2009 WJ254               | 17 novembre 2009 | Spacewatch                   |
| 269587 -         | 2009 WB260               | 21 novembre 2009 | Spacewatch                   |
| 269588 -         | 2009 WR260               | 21 novembre 2009 | Spacewatch                   |
| 269589 Kryachko  | 2009 XN1                 | 10 dicembre 2009 | Nevski, V.                   |
| 269590 -         | 2009 XC4                 | 10 dicembre 2009 | Mount Lemmon Survey          |
| 269591 -         | 2009 XO7                 | 12 dicembre 2009 | OAM                          |
| 269592 -         | 2009 XA13                | 8 aprile 2002    | Spacewatch                   |
| 269593 -         | 2009 YU2                 | 17 dicembre 2009 | Mount Lemmon Survey          |
| 269594 -         | 2010 AM36                | 7 gennaio 2010   | Spacewatch                   |
| 269595 -         | 2010 AZ79                | 12 gennaio 2010  | Spacewatch                   |
| 269596 -         | 2010 AY96                | 9 gennaio 2010   | WISE                         |
| 269597 -         | 2010 AC99                | 12 gennaio 2010  | WISE                         |
| 269598 -         | 2010 BF70                | 3 dicembre 2004  | Spacewatch                   |
| 269599 -         | 2010 BR80                | 25 gennaio 2010  | WISE                         |
| 269600 -         | 2010 BR85                | 3 novembre 2004  | CSS                          |

## 269601-269700
| Nome     | Designazione provvisoria | Data di scoperta  | Scopritore                                                |
| -------- | ------------------------ | ----------------- | --------------------------------------------------------- |
| 269601 - | 2010 CX1                 | 5 febbraio 2010   | CSS                                                       |
| 269602 - | 2010 CY18                | 6 febbraio 2010   | Mount Lemmon Survey                                       |
| 269603 - | 2010 CH22                | 9 febbraio 2010   | CSS                                                       |
| 269604 - | 2010 CF32                | 9 febbraio 2010   | Spacewatch                                                |
| 269605 - | 2010 CG32                | 9 febbraio 2010   | Spacewatch                                                |
| 269606 - | 2010 CU52                | 14 febbraio 2010  | WISE                                                      |
| 269607 - | 2010 CG89                | 14 febbraio 2010  | Mount Lemmon Survey                                       |
| 269608 - | 2010 CF108               | 14 febbraio 2010  | CSS                                                       |
| 269609 - | 2010 CH139               | 9 febbraio 2010   | Spacewatch                                                |
| 269610 - | 2010 CQ143               | 9 febbraio 2010   | Spacewatch                                                |
| 269611 - | 2010 CQ191               | 11 gennaio 2003   | Spacewatch                                                |
| 269612 - | 2010 CJ198               | 14 febbraio 2010  | WISE                                                      |
| 269613 - | 2010 DE14                | 17 febbraio 2010  | WISE                                                      |
| 269614 - | 2010 DU52                | 22 febbraio 2010  | WISE                                                      |
| 269615 - | 2010 DB76                | 18 febbraio 2010  | Mount Lemmon Survey                                       |
| 269616 - | 2010 EO111               | 4 marzo 2010      | Spacewatch                                                |
| 269617 - | 2010 JY122               | 14 maggio 2010    | Spacewatch                                                |
| 269618 - | 2010 KU117               | 18 maggio 2010    | OAM                                                       |
| 269619 - | 2010 SL16                | 13 maggio 2007    | Mount Lemmon Survey                                       |
| 269620 - | 2010 UJ58                | 5 settembre 2008  | Spacewatch                                                |
| 269621 - | 2010 UX96                | 10 marzo 2002     | NEAT                                                      |
| 269622 - | 2010 VF38                | 9 ottobre 2010    | CSS                                                       |
| 269623 - | 2010 VA173               | 18 novembre 1998  | Buie, M. W.                                               |
| 269624 - | 2010 VQ180               | 20 dicembre 2004  | Mount Lemmon Survey                                       |
| 269625 - | 2010 XE51                | 18 dicembre 2001  | LINEAR                                                    |
| 269626 - | 2010 XZ75                | 6 dicembre 2000   | Spacewatch                                                |
| 269627 - | 2011 AV                  | 18 dicembre 2004  | Spacewatch                                                |
| 269628 - | 2011 AN23                | 31 gennaio 1997   | Comba, P. G.                                              |
| 269629 - | 2011 AD27                | 23 gennaio 2006   | Spacewatch                                                |
| 269630 - | 2011 AO28                | 26 febbraio 2006  | LONEOS                                                    |
| 269631 - | 2011 AG29                | 15 gennaio 1997   | CINEOS                                                    |
| 269632 - | 2011 AK34                | 24 ottobre 2005   | Boattini, A.                                              |
| 269633 - | 2011 AJ44                | 29 febbraio 2000  | LINEAR                                                    |
| 269634 - | 2011 AE45                | 6 marzo 1994      | Spacewatch                                                |
| 269635 - | 2011 AS45                | 19 settembre 1998 | ODAS                                                      |
| 269636 - | 2011 AU45                | 15 ottobre 2004   | Mount Lemmon Survey                                       |
| 269637 - | 2011 AF46                | 10 gennaio 1997   | Spacewatch                                                |
| 269638 - | 2011 AM53                | 6 novembre 2005   | Mount Lemmon Survey                                       |
| 269639 - | 2011 AV59                | 14 settembre 2004 | LONEOS                                                    |
| 269640 - | 2011 AM74                | 3 febbraio 2000   | LINEAR                                                    |
| 269641 - | 4245 P-L                 | 24 settembre 1960 | van Houten, C. J., van Houten-Groeneveld, I., Gehrels, T. |
| 269642 - | 6215 P-L                 | 24 settembre 1960 | van Houten, C. J., van Houten-Groeneveld, I., Gehrels, T. |
| 269643 - | 6765 P-L                 | 24 settembre 1960 | van Houten, C. J., van Houten-Groeneveld, I., Gehrels, T. |
| 269644 - | 2642 T-3                 | 16 ottobre 1977   | van Houten, C. J., van Houten-Groeneveld, I., Gehrels, T. |
| 269645 - | 1991 VX8                 | 4 novembre 1991   | Spacewatch                                                |
| 269646 - | 1991 VR9                 | 4 novembre 1991   | Spacewatch                                                |
| 269647 - | 1992 HF2                 | 27 aprile 1992    | Spacewatch                                                |
| 269648 - | 1992 QE3                 | 25 agosto 1992    | Lowe, A.                                                  |
| 269649 - | 1993 BG11                | 22 gennaio 1993   | Spacewatch                                                |
| 269650 - | 1994 GR4                 | 6 aprile 1994     | Spacewatch                                                |
| 269651 - | 1994 GS7                 | 12 aprile 1994    | Spacewatch                                                |
| 269652 - | 1994 PE31                | 12 agosto 1994    | Elst, E. W.                                               |
| 269653 - | 1994 RR7                 | 12 settembre 1994 | Spacewatch                                                |
| 269654 - | 1994 SS2                 | 28 settembre 1994 | Spacewatch                                                |
| 269655 - | 1995 BU9                 | 29 gennaio 1995   | Spacewatch                                                |
| 269656 - | 1995 CD5                 | 1 febbraio 1995   | Spacewatch                                                |
| 269657 - | 1995 FP3                 | 23 marzo 1995     | Spacewatch                                                |
| 269658 - | 1995 FQ3                 | 23 marzo 1995     | Spacewatch                                                |
| 269659 - | 1995 FK5                 | 23 marzo 1995     | Spacewatch                                                |
| 269660 - | 1995 GU5                 | 6 aprile 1995     | Spacewatch                                                |
| 269661 - | 1995 MJ1                 | 22 giugno 1995    | Spacewatch                                                |
| 269662 - | 1995 MR5                 | 23 giugno 1995    | Spacewatch                                                |
| 269663 - | 1995 MP7                 | 30 giugno 1995    | Spacewatch                                                |
| 269664 - | 1995 OB13                | 22 luglio 1995    | Spacewatch                                                |
| 269665 - | 1995 SV25                | 19 settembre 1995 | Spacewatch                                                |
| 269666 - | 1995 SU28                | 20 settembre 1995 | Spacewatch                                                |
| 269667 - | 1995 SW38                | 24 settembre 1995 | Spacewatch                                                |
| 269668 - | 1995 SB46                | 26 settembre 1995 | Spacewatch                                                |
| 269669 - | 1995 SV51                | 26 settembre 1995 | Spacewatch                                                |
| 269670 - | 1995 SM61                | 20 settembre 1995 | Spacewatch                                                |
| 269671 - | 1995 SH78                | 30 settembre 1995 | Spacewatch                                                |
| 269672 - | 1995 UR15                | 17 ottobre 1995   | Spacewatch                                                |
| 269673 - | 1995 UE22                | 19 ottobre 1995   | Spacewatch                                                |
| 269674 - | 1995 UH24                | 19 ottobre 1995   | Spacewatch                                                |
| 269675 - | 1995 UX56                | 25 ottobre 1995   | Spacewatch                                                |
| 269676 - | 1995 UB62                | 24 ottobre 1995   | Spacewatch                                                |
| 269677 - | 1995 UK65                | 27 ottobre 1995   | Spacewatch                                                |
| 269678 - | 1995 UF80                | 24 ottobre 1995   | Spacewatch                                                |
| 269679 - | 1995 VZ8                 | 14 novembre 1995  | Spacewatch                                                |
| 269680 - | 1995 WA12                | 16 novembre 1995  | Spacewatch                                                |
| 269681 - | 1995 WB12                | 16 novembre 1995  | Spacewatch                                                |
| 269682 - | 1995 WD17                | 17 novembre 1995  | Spacewatch                                                |
| 269683 - | 1995 WD33                | 20 novembre 1995  | Spacewatch                                                |
| 269684 - | 1995 YF18                | 22 dicembre 1995  | Spacewatch                                                |
| 269685 - | 1996 BQ10                | 24 gennaio 1996   | Spacewatch                                                |
| 269686 - | 1996 EH8                 | 12 marzo 1996     | Spacewatch                                                |
| 269687 - | 1996 GR6                 | 12 aprile 1996    | Spacewatch                                                |
| 269688 - | 1996 JJ11                | 15 maggio 1996    | Spacewatch                                                |
| 269689 - | 1996 LL2                 | 8 giugno 1996     | Spacewatch                                                |
| 269690 - | 1996 RG3                 | 14 settembre 1996 | Spacewatch                                                |
| 269691 - | 1996 RR7                 | 5 settembre 1996  | Spacewatch                                                |
| 269692 - | 1996 TN16                | 4 ottobre 1996    | Spacewatch                                                |
| 269693 - | 1996 TY30                | 8 ottobre 1996    | Spacewatch                                                |
| 269694 - | 1996 UF3                 | 31 ottobre 1996   | Comba, P. G.                                              |
| 269695 - | 1996 VW1                 | 6 novembre 1996   | Vagnozzi, A.                                              |
| 269696 - | 1997 GE10                | 3 aprile 1997     | LINEAR                                                    |
| 269697 - | 1997 HS9                 | 30 aprile 1997    | LINEAR                                                    |
| 269698 - | 1997 MV9                 | 27 giugno 1997    | Spacewatch                                                |
| 269699 - | 1997 NO2                 | 3 luglio 1997     | Spacewatch                                                |
| 269700 - | 1997 PZ3                 | 12 agosto 1997    | Pises                                                     |

## 269701-269800
| Nome               | Designazione provvisoria | Data di scoperta  | Scopritore                           |
| ------------------ | ------------------------ | ----------------- | ------------------------------------ |
| 269701 -           | 1997 TA11                | 3 ottobre 1997    | Spacewatch                           |
| 269702 -           | 1997 TP21                | 4 ottobre 1997    | Spacewatch                           |
| 269703 -           | 1997 UR7                 | 23 ottobre 1997   | Šarounová, L.                        |
| 269704 -           | 1997 UR17                | 25 ottobre 1997   | Spacewatch                           |
| 269705 -           | 1997 UR24                | 31 ottobre 1997   | Bickel, W.                           |
| 269706 -           | 1997 WX7                 | 23 novembre 1997  | Sato, N.                             |
| 269707 -           | 1998 BB22                | 23 gennaio 1998   | Spacewatch                           |
| 269708 -           | 1998 DO12                | 24 febbraio 1998  | Spacewatch                           |
| 269709 -           | 1998 DF23                | 24 febbraio 1998  | Spacewatch                           |
| 269710 -           | 1998 FM2                 | 20 marzo 1998     | LINEAR                               |
| 269711 -           | 1998 FM6                 | 18 marzo 1998     | Spacewatch                           |
| 269712 -           | 1998 FZ120               | 20 marzo 1998     | LINEAR                               |
| 269713 -           | 1998 HU42                | 23 aprile 1998    | Spacewatch                           |
| 269714 -           | 1998 HG142               | 21 aprile 1998    | LINEAR                               |
| 269715 -           | 1998 KN40                | 22 maggio 1998    | LINEAR                               |
| 269716 -           | 1998 MM16                | 27 giugno 1998    | Spacewatch                           |
| 269717 -           | 1998 QO                  | 17 agosto 1998    | LINEAR                               |
| 269718 -           | 1998 QG3                 | 17 agosto 1998    | LINEAR                               |
| 269719 -           | 1998 QH56                | 28 agosto 1998    | LINEAR                               |
| 269720 -           | 1998 QK58                | 30 agosto 1998    | Spacewatch                           |
| 269721 -           | 1998 QE96                | 19 agosto 1998    | LINEAR                               |
| 269722 -           | 1998 RY4                 | 14 settembre 1998 | LINEAR                               |
| 269723 -           | 1998 RU9                 | 13 settembre 1998 | Spacewatch                           |
| 269724 -           | 1998 RP23                | 14 settembre 1998 | LINEAR                               |
| 269725 -           | 1998 RQ43                | 14 settembre 1998 | LINEAR                               |
| 269726 -           | 1998 RQ65                | 14 settembre 1998 | LINEAR                               |
| 269727 -           | 1998 SL3                 | 17 settembre 1998 | ODAS                                 |
| 269728 -           | 1998 SM29                | 18 settembre 1998 | Spacewatch                           |
| 269729 -           | 1998 SH40                | 24 settembre 1998 | Spacewatch                           |
| 269730 -           | 1998 SQ60                | 17 settembre 1998 | LONEOS                               |
| 269731 -           | 1998 SG63                | 26 settembre 1998 | Beijing Schmidt CCD Asteroid Program |
| 269732 -           | 1998 SG86                | 26 settembre 1998 | LINEAR                               |
| 269733 -           | 1998 SW93                | 26 settembre 1998 | LINEAR                               |
| 269734 -           | 1998 SP110               | 26 settembre 1998 | LINEAR                               |
| 269735 -           | 1998 SS124               | 26 settembre 1998 | LINEAR                               |
| 269736 -           | 1998 SH162               | 26 settembre 1998 | LINEAR                               |
| 269737 -           | 1998 SR165               | 18 settembre 1998 | CSS                                  |
| 269738 -           | 1998 TF10                | 12 ottobre 1998   | Spacewatch                           |
| 269739 -           | 1998 TB11                | 12 ottobre 1998   | Spacewatch                           |
| 269740 -           | 1998 TF36                | 15 ottobre 1998   | Beijing Schmidt CCD Asteroid Program |
| 269741 -           | 1998 UY8                 | 17 ottobre 1998   | Beijing Schmidt CCD Asteroid Program |
| 269742 Kroónorbert | 1998 UH23                | 23 ottobre 1998   | Kiss, L., Sárneczky, K.              |
| 269743 -           | 1998 VX42                | 15 novembre 1998  | Spacewatch                           |
| 269744 -           | 1998 WB5                 | 21 novembre 1998  | CSS                                  |
| 269745 -           | 1998 WU8                 | 27 novembre 1998  | Korlević, K.                         |
| 269746 -           | 1998 WW25                | 16 novembre 1998  | Spacewatch                           |
| 269747 -           | 1998 WL29                | 23 novembre 1998  | Spacewatch                           |
| 269748 -           | 1998 WO40                | 23 novembre 1998  | Spacewatch                           |
| 269749 -           | 1998 XT5                 | 8 dicembre 1998   | Spacewatch                           |
| 269750 -           | 1998 XA23                | 11 dicembre 1998  | Spacewatch                           |
| 269751 -           | 1999 AC32                | 15 gennaio 1999   | Spacewatch                           |
| 269752 -           | 1999 BW31                | 19 gennaio 1999   | Spacewatch                           |
| 269753 -           | 1999 RS73                | 7 settembre 1999  | LINEAR                               |
| 269754 -           | 1999 RW104               | 8 settembre 1999  | LINEAR                               |
| 269755 -           | 1999 RH147               | 9 settembre 1999  | LINEAR                               |
| 269756 -           | 1999 RM169               | 9 settembre 1999  | LINEAR                               |
| 269757 -           | 1999 RR189               | 9 settembre 1999  | LINEAR                               |
| 269758 -           | 1999 RJ220               | 4 settembre 1999  | CSS                                  |
| 269759 -           | 1999 RJ239               | 8 settembre 1999  | CSS                                  |
| 269760 -           | 1999 SS5                 | 30 settembre 1999 | LINEAR                               |
| 269761 -           | 1999 SN21                | 30 settembre 1999 | Spacewatch                           |
| 269762 Nocentini   | 1999 TN4                 | 4 ottobre 1999    | Masi, G.                             |
| 269763 -           | 1999 TD32                | 4 ottobre 1999    | LINEAR                               |
| 269764 -           | 1999 TZ38                | 3 ottobre 1999    | CSS                                  |
| 269765 -           | 1999 TL46                | 4 ottobre 1999    | Spacewatch                           |
| 269766 -           | 1999 TW58                | 6 ottobre 1999    | Spacewatch                           |
| 269767 -           | 1999 TK59                | 7 ottobre 1999    | Spacewatch                           |
| 269768 -           | 1999 TM61                | 7 ottobre 1999    | Spacewatch                           |
| 269769 -           | 1999 TP62                | 7 ottobre 1999    | Spacewatch                           |
| 269770 -           | 1999 TV66                | 8 ottobre 1999    | Spacewatch                           |
| 269771 -           | 1999 TW71                | 9 ottobre 1999    | Spacewatch                           |
| 269772 -           | 1999 TJ76                | 10 ottobre 1999   | Spacewatch                           |
| 269773 -           | 1999 TL87                | 15 ottobre 1999   | Spacewatch                           |
| 269774 -           | 1999 TE103               | 2 ottobre 1999    | LINEAR                               |
| 269775 -           | 1999 TJ111               | 4 ottobre 1999    | LINEAR                               |
| 269776 -           | 1999 TT113               | 4 ottobre 1999    | LINEAR                               |
| 269777 -           | 1999 TO132               | 6 ottobre 1999    | LINEAR                               |
| 269778 -           | 1999 TE135               | 6 ottobre 1999    | LINEAR                               |
| 269779 -           | 1999 TK140               | 6 ottobre 1999    | LINEAR                               |
| 269780 -           | 1999 TF145               | 7 ottobre 1999    | LINEAR                               |
| 269781 -           | 1999 TN145               | 7 ottobre 1999    | LINEAR                               |
| 269782 -           | 1999 TV153               | 7 ottobre 1999    | LINEAR                               |
| 269783 -           | 1999 TT182               | 11 ottobre 1999   | LINEAR                               |
| 269784 -           | 1999 TZ210               | 15 ottobre 1999   | LINEAR                               |
| 269785 -           | 1999 TZ211               | 15 ottobre 1999   | LINEAR                               |
| 269786 -           | 1999 TV229               | 6 ottobre 1999    | LINEAR                               |
| 269787 -           | 1999 TK237               | 4 ottobre 1999    | Spacewatch                           |
| 269788 -           | 1999 TE258               | 9 ottobre 1999    | LINEAR                               |
| 269789 -           | 1999 TX260               | 12 ottobre 1999   | Spacewatch                           |
| 269790 -           | 1999 TV268               | 3 ottobre 1999    | LINEAR                               |
| 269791 -           | 1999 TF313               | 9 ottobre 1999    | Spacewatch                           |
| 269792 -           | 1999 TW314               | 8 ottobre 1999    | CSS                                  |
| 269793 -           | 1999 TV332               | 13 ottobre 1999   | Sloan Digital Sky Survey             |
| 269794 -           | 1999 UE12                | 31 ottobre 1999   | Spacewatch                           |
| 269795 -           | 1999 UL21                | 31 ottobre 1999   | Spacewatch                           |
| 269796 -           | 1999 UN32                | 31 ottobre 1999   | Spacewatch                           |
| 269797 -           | 1999 UR37                | 16 ottobre 1999   | Spacewatch                           |
| 269798 -           | 1999 UR47                | 30 ottobre 1999   | CSS                                  |
| 269799 -           | 1999 VZ12                | 1 novembre 1999   | LINEAR                               |
| 269800 -           | 1999 VY16                | 2 novembre 1999   | Spacewatch                           |

## 269801-269900
| Nome     | Designazione provvisoria | Data di scoperta | Scopritore       |
| -------- | ------------------------ | ---------------- | ---------------- |
| 269801 - | 1999 VC42                | 4 novembre 1999  | Spacewatch       |
| 269802 - | 1999 VV58                | 4 novembre 1999  | LINEAR           |
| 269803 - | 1999 VJ82                | 5 novembre 1999  | LINEAR           |
| 269804 - | 1999 VJ84                | 6 novembre 1999  | Spacewatch       |
| 269805 - | 1999 VK88                | 4 novembre 1999  | LINEAR           |
| 269806 - | 1999 VM95                | 9 novembre 1999  | LINEAR           |
| 269807 - | 1999 VN96                | 9 novembre 1999  | LINEAR           |
| 269808 - | 1999 VZ102               | 9 novembre 1999  | LINEAR           |
| 269809 - | 1999 VK104               | 9 novembre 1999  | LINEAR           |
| 269810 - | 1999 VZ108               | 9 novembre 1999  | LINEAR           |
| 269811 - | 1999 VN115               | 4 novembre 1999  | Spacewatch       |
| 269812 - | 1999 VW132               | 10 novembre 1999 | Spacewatch       |
| 269813 - | 1999 VF133               | 10 novembre 1999 | Spacewatch       |
| 269814 - | 1999 VV143               | 11 novembre 1999 | CSS              |
| 269815 - | 1999 VL150               | 14 novembre 1999 | LINEAR           |
| 269816 - | 1999 VS180               | 7 novembre 1999  | LINEAR           |
| 269817 - | 1999 VZ193               | 3 novembre 1999  | LINEAR           |
| 269818 - | 1999 VX211               | 12 novembre 1999 | LINEAR           |
| 269819 - | 1999 VN213               | 13 novembre 1999 | LONEOS           |
| 269820 - | 1999 WQ18                | 30 novembre 1999 | Spacewatch       |
| 269821 - | 1999 XA6                 | 4 dicembre 1999  | CSS              |
| 269822 - | 1999 XO251               | 9 dicembre 1999  | Spacewatch       |
| 269823 - | 1999 XW254               | 12 dicembre 1999 | Spacewatch       |
| 269824 - | 2000 AY43                | 2 gennaio 2000   | Spacewatch       |
| 269825 - | 2000 AZ44                | 5 gennaio 2000   | Spacewatch       |
| 269826 - | 2000 AN94                | 4 gennaio 2000   | LINEAR           |
| 269827 - | 2000 AU158               | 3 gennaio 2000   | LINEAR           |
| 269828 - | 2000 AR207               | 3 gennaio 2000   | Spacewatch       |
| 269829 - | 2000 AM209               | 5 gennaio 2000   | Spacewatch       |
| 269830 - | 2000 AA249               | 2 gennaio 2000   | Spacewatch       |
| 269831 - | 2000 AQ253               | 7 gennaio 2000   | Spacewatch       |
| 269832 - | 2000 BK6                 | 29 gennaio 2000  | LINEAR           |
| 269833 - | 2000 BN12                | 28 gennaio 2000  | Spacewatch       |
| 269834 - | 2000 BG13                | 29 gennaio 2000  | Spacewatch       |
| 269835 - | 2000 BG22                | 30 gennaio 2000  | Spacewatch       |
| 269836 - | 2000 BG29                | 30 gennaio 2000  | LINEAR           |
| 269837 - | 2000 BP37                | 26 gennaio 2000  | Spacewatch       |
| 269838 - | 2000 CY20                | 2 febbraio 2000  | LINEAR           |
| 269839 - | 2000 CR23                | 2 febbraio 2000  | LINEAR           |
| 269840 - | 2000 CA43                | 2 febbraio 2000  | LINEAR           |
| 269841 - | 2000 CS54                | 2 febbraio 2000  | LINEAR           |
| 269842 - | 2000 CU69                | 1 febbraio 2000  | Spacewatch       |
| 269843 - | 2000 CD118               | 3 febbraio 2000  | LINEAR           |
| 269844 - | 2000 CH130               | 3 febbraio 2000  | Spacewatch       |
| 269845 - | 2000 CL141               | 6 febbraio 2000  | Spacewatch       |
| 269846 - | 2000 DQ9                 | 26 febbraio 2000 | Spacewatch       |
| 269847 - | 2000 DU21                | 29 febbraio 2000 | LINEAR           |
| 269848 - | 2000 DE34                | 29 febbraio 2000 | LINEAR           |
| 269849 - | 2000 DY38                | 29 febbraio 2000 | LINEAR           |
| 269850 - | 2000 DM53                | 29 febbraio 2000 | LINEAR           |
| 269851 - | 2000 DV58                | 29 febbraio 2000 | LINEAR           |
| 269852 - | 2000 DK61                | 29 febbraio 2000 | LINEAR           |
| 269853 - | 2000 DB67                | 29 febbraio 2000 | LINEAR           |
| 269854 - | 2000 DF97                | 29 febbraio 2000 | LINEAR           |
| 269855 - | 2000 DK108               | 29 febbraio 2000 | LINEAR           |
| 269856 - | 2000 DT108               | 29 febbraio 2000 | LINEAR           |
| 269857 - | 2000 DD115               | 27 febbraio 2000 | Spacewatch       |
| 269858 - | 2000 EB4                 | 4 marzo 2000     | Zoltowski, F. B. |
| 269859 - | 2000 EQ4                 | 2 marzo 2000     | Spacewatch       |
| 269860 - | 2000 EM5                 | 2 marzo 2000     | Spacewatch       |
| 269861 - | 2000 EJ6                 | 2 marzo 2000     | Spacewatch       |
| 269862 - | 2000 EN15                | 4 marzo 2000     | LINEAR           |
| 269863 - | 2000 ER22                | 3 marzo 2000     | Spacewatch       |
| 269864 - | 2000 EY22                | 3 marzo 2000     | Spacewatch       |
| 269865 - | 2000 ER52                | 3 marzo 2000     | Spacewatch       |
| 269866 - | 2000 EY59                | 10 marzo 2000    | LINEAR           |
| 269867 - | 2000 ES65                | 10 marzo 2000    | LINEAR           |
| 269868 - | 2000 EM90                | 9 marzo 2000     | LINEAR           |
| 269869 - | 2000 ER135               | 11 marzo 2000    | LONEOS           |
| 269870 - | 2000 EN171               | 5 marzo 2000     | LINEAR           |
| 269871 - | 2000 EC189               | 11 febbraio 2000 | Spacewatch       |
| 269872 - | 2000 EB196               | 3 marzo 2000     | LINEAR           |
| 269873 - | 2000 EJ196               | 3 marzo 2000     | LINEAR           |
| 269874 - | 2000 EJ207               | 8 marzo 2000     | LINEAR           |
| 269875 - | 2000 FK2                 | 25 marzo 2000    | Spacewatch       |
| 269876 - | 2000 FW57                | 26 marzo 2000    | LONEOS           |
| 269877 - | 2000 FV73                | 26 marzo 2000    | LONEOS           |
| 269878 - | 2000 GK4                 | 4 aprile 2000    | LINEAR           |
| 269879 - | 2000 GP11                | 5 aprile 2000    | LINEAR           |
| 269880 - | 2000 GK13                | 5 aprile 2000    | LINEAR           |
| 269881 - | 2000 GF15                | 8 aprile 2000    | LINEAR           |
| 269882 - | 2000 GM21                | 5 aprile 2000    | LINEAR           |
| 269883 - | 2000 GP26                | 5 aprile 2000    | LINEAR           |
| 269884 - | 2000 GH27                | 5 aprile 2000    | LINEAR           |
| 269885 - | 2000 GG34                | 5 aprile 2000    | LINEAR           |
| 269886 - | 2000 GT35                | 5 aprile 2000    | LINEAR           |
| 269887 - | 2000 GV36                | 5 aprile 2000    | LINEAR           |
| 269888 - | 2000 GX38                | 5 aprile 2000    | LINEAR           |
| 269889 - | 2000 GU43                | 5 aprile 2000    | LINEAR           |
| 269890 - | 2000 GA48                | 5 aprile 2000    | LINEAR           |
| 269891 - | 2000 GJ52                | 5 aprile 2000    | LINEAR           |
| 269892 - | 2000 GZ69                | 5 aprile 2000    | LINEAR           |
| 269893 - | 2000 GO77                | 5 aprile 2000    | LINEAR           |
| 269894 - | 2000 GQ77                | 5 aprile 2000    | LINEAR           |
| 269895 - | 2000 GX115               | 8 aprile 2000    | LINEAR           |
| 269896 - | 2000 GA119               | 3 aprile 2000    | Spacewatch       |
| 269897 - | 2000 GH119               | 3 aprile 2000    | Spacewatch       |
| 269898 - | 2000 GD129               | 5 aprile 2000    | Spacewatch       |
| 269899 - | 2000 GM129               | 5 aprile 2000    | Spacewatch       |
| 269900 - | 2000 GB131               | 7 aprile 2000    | Spacewatch       |

## 269901-270000
| Nome     | Designazione provvisoria | Data di scoperta  | Scopritore               |
| -------- | ------------------------ | ----------------- | ------------------------ |
| 269901 - | 2000 HP                  | 24 aprile 2000    | Spacewatch               |
| 269902 - | 2000 HU3                 | 26 aprile 2000    | Spacewatch               |
| 269903 - | 2000 HQ15                | 29 aprile 2000    | LINEAR                   |
| 269904 - | 2000 HW17                | 24 aprile 2000    | Spacewatch               |
| 269905 - | 2000 HA18                | 24 aprile 2000    | Spacewatch               |
| 269906 - | 2000 HV18                | 25 aprile 2000    | Spacewatch               |
| 269907 - | 2000 HC19                | 25 aprile 2000    | Spacewatch               |
| 269908 - | 2000 HW37                | 27 aprile 2000    | LINEAR                   |
| 269909 - | 2000 HX43                | 30 aprile 2000    | Spacewatch               |
| 269910 - | 2000 HY43                | 30 aprile 2000    | Spacewatch               |
| 269911 - | 2000 HF49                | 29 aprile 2000    | LINEAR                   |
| 269912 - | 2000 HR77                | 28 aprile 2000    | LINEAR                   |
| 269913 - | 2000 HS79                | 28 aprile 2000    | LONEOS                   |
| 269914 - | 2000 JV8                 | 7 maggio 2000     | Comba, P. G.             |
| 269915 - | 2000 JA42                | 7 maggio 2000     | LINEAR                   |
| 269916 - | 2000 JM42                | 7 maggio 2000     | LINEAR                   |
| 269917 - | 2000 JN48                | 9 maggio 2000     | LINEAR                   |
| 269918 - | 2000 JN64                | 4 maggio 2000     | LONEOS                   |
| 269919 - | 2000 JZ84                | 5 maggio 2000     | Spacewatch               |
| 269920 - | 2000 KB9                 | 28 maggio 2000    | LINEAR                   |
| 269921 - | 2000 KJ37                | 24 maggio 2000    | Spacewatch               |
| 269922 - | 2000 KA49                | 28 maggio 2000    | Spacewatch               |
| 269923 - | 2000 KE74                | 27 maggio 2000    | LINEAR                   |
| 269924 - | 2000 LC6                 | 5 giugno 2000     | Spacewatch               |
| 269925 - | 2000 NS12                | 5 luglio 2000     | LONEOS                   |
| 269926 - | 2000 NR28                | 2 luglio 2000     | Spacewatch               |
| 269927 - | 2000 OM22                | 31 luglio 2000    | LINEAR                   |
| 269928 - | 2000 OO59                | 29 luglio 2000    | LONEOS                   |
| 269929 - | 2000 QV19                | 24 agosto 2000    | LINEAR                   |
| 269930 - | 2000 QG156               | 31 agosto 2000    | LINEAR                   |
| 269931 - | 2000 QV168               | 31 agosto 2000    | LINEAR                   |
| 269932 - | 2000 QU205               | 31 agosto 2000    | LINEAR                   |
| 269933 - | 2000 QG214               | 31 agosto 2000    | LINEAR                   |
| 269934 - | 2000 QP227               | 31 agosto 2000    | LINEAR                   |
| 269935 - | 2000 QY247               | 28 agosto 2000    | Buie, M. W.              |
| 269936 - | 2000 RK27                | 1 settembre 2000  | LINEAR                   |
| 269937 - | 2000 RY39                | 3 settembre 2000  | LINEAR                   |
| 269938 - | 2000 RU80                | 1 settembre 2000  | LINEAR                   |
| 269939 - | 2000 RV80                | 1 settembre 2000  | LINEAR                   |
| 269940 - | 2000 RO81                | 1 settembre 2000  | LINEAR                   |
| 269941 - | 2000 RQ98                | 5 settembre 2000  | LONEOS                   |
| 269942 - | 2000 RK103               | 5 settembre 2000  | LONEOS                   |
| 269943 - | 2000 SV10                | 24 settembre 2000 | Comba, P. G.             |
| 269944 - | 2000 SR14                | 23 settembre 2000 | LINEAR                   |
| 269945 - | 2000 ST15                | 23 settembre 2000 | LINEAR                   |
| 269946 - | 2000 SO31                | 24 settembre 2000 | LINEAR                   |
| 269947 - | 2000 SB36                | 24 settembre 2000 | LINEAR                   |
| 269948 - | 2000 SN58                | 24 settembre 2000 | LINEAR                   |
| 269949 - | 2000 ST61                | 24 settembre 2000 | LINEAR                   |
| 269950 - | 2000 SX98                | 23 settembre 2000 | LINEAR                   |
| 269951 - | 2000 SZ103               | 24 settembre 2000 | LINEAR                   |
| 269952 - | 2000 SS110               | 24 settembre 2000 | LINEAR                   |
| 269953 - | 2000 SH163               | 30 settembre 2000 | Kušnirák, P., Pravec, P. |
| 269954 - | 2000 SB192               | 24 settembre 2000 | LINEAR                   |
| 269955 - | 2000 SR218               | 26 settembre 2000 | LINEAR                   |
| 269956 - | 2000 SV231               | 24 settembre 2000 | LINEAR                   |
| 269957 - | 2000 SJ232               | 27 settembre 2000 | LINEAR                   |
| 269958 - | 2000 SR232               | 30 settembre 2000 | LINEAR                   |
| 269959 - | 2000 SH241               | 23 settembre 2000 | LINEAR                   |
| 269960 - | 2000 SK243               | 24 settembre 2000 | LINEAR                   |
| 269961 - | 2000 SF251               | 24 settembre 2000 | LINEAR                   |
| 269962 - | 2000 SP257               | 24 settembre 2000 | LINEAR                   |
| 269963 - | 2000 SE259               | 24 settembre 2000 | LINEAR                   |
| 269964 - | 2000 SC291               | 27 settembre 2000 | LINEAR                   |
| 269965 - | 2000 SM292               | 27 settembre 2000 | LINEAR                   |
| 269966 - | 2000 SL297               | 28 settembre 2000 | LINEAR                   |
| 269967 - | 2000 SB309               | 30 settembre 2000 | LINEAR                   |
| 269968 - | 2000 SC335               | 26 settembre 2000 | NEAT                     |
| 269969 - | 2000 SG345               | 24 settembre 2000 | LINEAR                   |
| 269970 - | 2000 SH359               | 26 settembre 2000 | LONEOS                   |
| 269971 - | 2000 TQ3                 | 1 ottobre 2000    | LINEAR                   |
| 269972 - | 2000 TV5                 | 1 ottobre 2000    | LINEAR                   |
| 269973 - | 2000 TB6                 | 1 ottobre 2000    | LINEAR                   |
| 269974 - | 2000 TU7                 | 1 ottobre 2000    | LINEAR                   |
| 269975 - | 2000 TO8                 | 1 ottobre 2000    | LINEAR                   |
| 269976 - | 2000 TV14                | 1 ottobre 2000    | LINEAR                   |
| 269977 - | 2000 TK22                | 3 ottobre 2000    | LINEAR                   |
| 269978 - | 2000 TK23                | 1 ottobre 2000    | LINEAR                   |
| 269979 - | 2000 TH43                | 1 ottobre 2000    | LINEAR                   |
| 269980 - | 2000 TK52                | 1 ottobre 2000    | LINEAR                   |
| 269981 - | 2000 TD60                | 2 ottobre 2000    | LONEOS                   |
| 269982 - | 2000 TU67                | 3 ottobre 2000    | LINEAR                   |
| 269983 - | 2000 UH29                | 24 ottobre 2000   | LINEAR                   |
| 269984 - | 2000 UV33                | 24 ottobre 2000   | LINEAR                   |
| 269985 - | 2000 UK44                | 24 ottobre 2000   | LINEAR                   |
| 269986 - | 2000 UD59                | 25 ottobre 2000   | LINEAR                   |
| 269987 - | 2000 UK59                | 25 ottobre 2000   | LINEAR                   |
| 269988 - | 2000 UF87                | 31 ottobre 2000   | LINEAR                   |
| 269989 - | 2000 UX97                | 25 ottobre 2000   | LINEAR                   |
| 269990 - | 2000 VF3                 | 2 novembre 2000   | Roe, J. M.               |
| 269991 - | 2000 VB29                | 1 novembre 2000   | LINEAR                   |
| 269992 - | 2000 VY51                | 3 novembre 2000   | LINEAR                   |
| 269993 - | 2000 WJ67                | 27 novembre 2000  | LINEAR                   |
| 269994 - | 2000 WV68                | 19 novembre 2000  | LINEAR                   |
| 269995 - | 2000 WV79                | 20 novembre 2000  | LINEAR                   |
| 269996 - | 2000 WH129               | 19 novembre 2000  | Spacewatch               |
| 269997 - | 2000 XH39                | 4 dicembre 2000   | LINEAR                   |
| 269998 - | 2000 XO41                | 5 dicembre 2000   | LINEAR                   |
| 269999 - | 2000 YG6                 | 20 dicembre 2000  | LINEAR                   |
| 270000 - | 2000 YQ19                | 28 dicembre 2000  | McClusky, J. V.          |